# Black Elvis/Lost in Space
Black Elvis/Lost in Space è il quarto album solista del rapper statunitense Kool Keith, pubblicato il 10 agosto del 1999 e distribuito da Ruffhouse e Columbia Records. Partecipano Kid Capri, Roger Troutman e Sadat X. È il primo album del rapper a entrare nella Billboard 200 e nella classifica dedicata ai prodotti hip hop.
| Recensione       | Giudizio |
| ---------------- | -------- |
| AllMusic         | [ 1 ]    |
| Robert Christgau | A-       |

## Tracce
1. Intro (featuring Black Silver & Pimpin' Rex) – 3:09
2. Lost in Space (featuring Black Silver) – 3:52
3. Rockets on the Battlefield – 4:24
4. Livin' Astro – 4:28
5. Supergalactic Lover – 3:40
6. Master of the Game (featuring Roger Troutman) – 4:43
7. I'm Seein' Robots – 4:22
8. Static (featuring Sadat X) – 4:31
9. Intro 2 (featuring Kid Capri) – 0:25
10. Black Elvis – 3:45
11. Maxi Curls – 4:36
12. Keith Turbo – 4:17
13. Fine Girls – 3:59
14. The Girls Don't Like the Job – 4:16
15. Clifton (featuring Motion Man) – 4:49
16. All the Time – 3:43
17. I Don't Play – 5:05

Durata totale: 68:04

## Classifiche
| Classifica (1999)         | Posizione massima |
| ------------------------- | ----------------- |
| Stati Uniti               | 180               |
| US Heatseekers Albums     | 10                |
| US Top R&B/Hip-Hop Albums | 74                |